# Коверчано

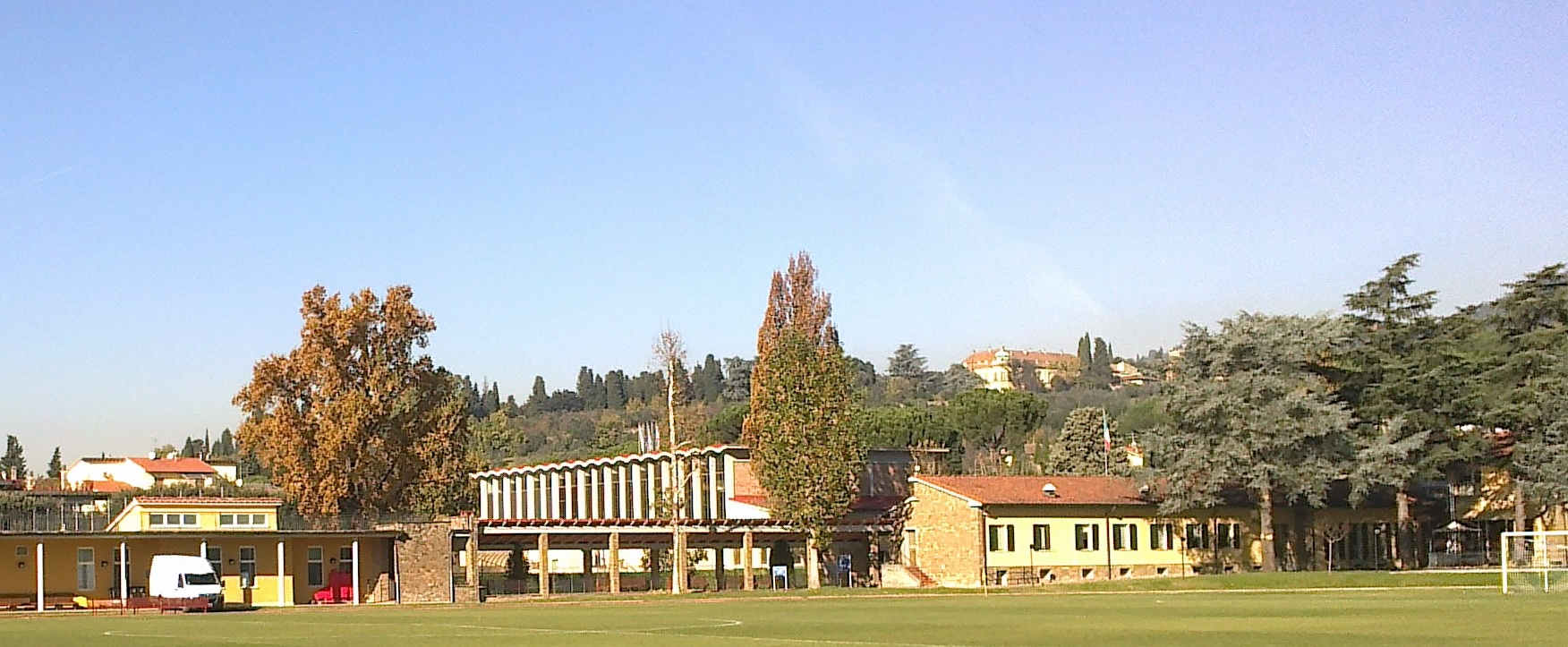

Коверчано (итал. Coverciano) — район на северо-востоке Флоренции, находящийся на правом берегу реки Арно.
Название происходит от латинского слова Cofercianus, которое в свою очередь происходит от имени Corficius, которое обозначает владельца земли или крестьянина. Позже имя было италинизировано в Коверчано.
В округе находятся:    
- Две церкви:

Церковь Святой Марии
Церковь имени Санта-Катарины Сиенской
- Два женских монастыря

Сан-Балдассарре
Сан-Джироламо
- Романская Церковь Сан-Бартоломео Джиньоро
- Бывшая Церковь Святой Марии Коверчанской
- Вилла Поджо Герардо
- Технический коммерческий государственный институт имени Джузеппе Пеано.

## Школа футбольных тренеров
Коверчано является центральной учебной зоной и головным офисом итальянской федерации футбола. Построенный в конце 1950-х годов, Коверчано сейчас является не только учебным комплексом, но и зоной встреч чиновников ФИФА и УЕФА, а также футбольных бизнесменов. В Коверчано проходят обучение и лицензирование всех футбольных тренеров Италии. Также в Коверчано находится Зал славы итальянского футбола.